# 重庆道26-28号建筑
重庆道26-28号建筑建于1920年代，坐落于当时的天津英租界的剑桥道（Cambridge Road）（今和平区重庆道26-28号），目前为一般保护等级历史风貌建筑，现为商业用房。

## 建筑风格
重庆道26-28号建筑占地面积为400平方米，建筑面积为700平方米，是一座建筑平面左右对称的两户砖木结构三层联排住宅。建筑顶部为红瓦坡屋顶，外立面为清水红砖墙。建筑首层中部设有凸出的起居室，二层设有阳台，三层的屋顶砌筑有巴罗克风格的山花墙面。建筑二层和三层的露台栏板的外立面为白色抹灰墙面和灰色水泥疙瘩饰面。该建筑是一座带有折衷主义建筑特征的联排式住宅。

## 内部链接
- 睦南道36-48号建筑